# ARMS
『ARMS』（アームズ）は、皆川亮二（原案協力：七月鏡一）による日本の漫画作品。第44回（平成10年度）小学館漫画賞受賞。

## 概要
週刊少年漫画雑誌『週刊少年サンデー』（小学館）に1997年16号から2002年20号にかけて連載された。単行本は小学館：少年サンデーコミックススペシャルより全22巻、少年サンデーコミックスワイド版より全12巻。2012年10月時点で累計発行部数は1500万部を突破している。
「事故」や「事件」に巻き込まれて失った身体の一部に、ナノマシンの集合体を移植され、それにより世界規模の陰謀に巻き込まれて行く少年たちの物語である。物語のモチーフとして、『不思議の国のアリス』や『鏡の国のアリス』などのルイス・キャロル作品が用いられている。
2001年には『PROJECT ARMS』（プロジェクト アームズ）と題してテレビアニメ化され、テレビ東京にて4クールにわたって放送された。『PROJECT ARMS』のタイトルは、アニメ放送後における原作のマーチャンダイジング展開でも活用されている。本作を連載した『週刊少年サンデー』と講談社の『週刊少年マガジン』がそれぞれ創刊50周年を迎えたことで企画され、様々なメディアで実施されたコラボレーション展開の際、ユニクロが発売したTシャツでも原作の絵柄と共に "PROJECT ARMS" とプリントされていた（実際にはマガジン作品とではなく、本作と同じ皆川作画の『スプリガン』とのコラボレーション絵柄で "SPRRIGAN×PROJECT ARMS" となっていた）。
原作者を同じくする『ジーザス』にて、レッドキャップスが過去に行った「スナーク狩り」の舞台は、この作品の最終エピソードの舞台であるカダスである（後に『闇のイージス』『JESUS 砂塵航路』でもその後のカダスの行方が語られる）。また続編の『JESUS 砂塵航路』において廃村となった鐙沢村が登場する。ただし、この作品とARMSは同じ世界の物語と言うわけではなく、あくまでもパラレル的な存在である。両作ともクトゥルフ神話に由来するネーミングが多い。

## あらすじ
第一部「覚醒編」
主人公の高槻涼は、普通の高校生として幼馴染みの赤木カツミと共に平和な日常を送っていた。しかし、転校生・新宮隼人の出現により、その日常は崩れ去る。隼人の左腕には「ARMS」という兵器が移植されており、それは涼の右腕にも移植されていたのだった。ARMSを巡り、謎の秘密結社「エグリゴリ」が暗躍を始める。同じく両足にARMSが移植された巴武士と、エグリゴリを裏切った天才少年のアルも加え、ARMSの手がかりを探るべく、エグリゴリによって滅ぼされた隼人の故郷・鐙沢村へと向かう。そしてそこには彼らの出生にまつわる驚愕の真実が隠されていた。
第二部「邂逅編」
鐙沢村でカツミを失って以来、涼は自暴自棄に陥っていた。そこに4人目のARMSの所持者であり、カツミと瓜二つの少女・久留間恵が現れる。そしてエグリゴリに対抗する組織「ブルーメン」からの情報により、カツミが生きている可能性を見出す。しかし、エグリゴリは街全体を巻き込んだ大規模な作戦を画策していた。そして、隼人の父の仇であるキースの秘密が明かされる。
第三部「進化編」
涼にメッセージとして与えられたカツミの写真。そこにはアリゾナ州と書かれていた。カツミの行方を追うため、涼たちはアメリカに渡る。陰気な田舎町ギャローズベルで涼たちは何者かの襲撃を受ける。彼らはアルのかつての仲間でエグリゴリが生み出した天才児集団「チャペルの子供たち」と彼らが率いる「猟犬部隊」だった。武士とユーゴーを人質にされ、リーダーとして落ち込む恵。そんな彼女を謎の日本人が導く。一方、アルはオスカーからARMSの起源となった珪素生命体「アザゼル」を見せられる。だが、ギャローズベル殲滅のため、エグリゴリの幹部・キース・シルバーは自ら乗り込んできた。
第四部「アリス編」
「グランドキャニオンの虐殺」に憤る涼たちはエグリゴリへの反撃を開始する。ニューヨークに赴いた4人はエグリゴリの頭脳・サミュエル・ティリングハースト博士を拉致する。エグリゴリは博士の奪還のため、3人の刺客を送り込む。刺客の一人「牙」ことコウ・カルナギは生身でありながら、隼人と武士を圧倒。カルナギに敗北した隼人の目の前で武士が息絶える。蘇生には成功した武士だったが昏睡状態に陥る。自分を見失った隼人は仲間の下を離れる。そんな彼に“ウインド”と呼ばれる謎の日本人が救いの手を差し伸べる。
頑なに口を閉ざすティリングハーストだったが、涼のただならぬ覚悟を知り、遂に重い口を開く。彼が語るアザゼル、そして「アリス」という少女の物語。それは彼らすべてを悲劇へと導いた驚愕の真実であった。一方、眠り続ける武士は自らの精神世界を旅する。そこには武士の良く知る「騎士」「ハートの女王」そして彼らが宿敵と呼ぶ「魔獣」ジャバウォックがいた。
決戦の日が近づくにつれ、日に日に憎悪の力を増すジャバウォック。その力に怯える涼。そんな涼の背中を隼人とユーゴーが後押しする。グリーンの奮闘とバイオレットの尽力も空しく、カツミはキース・ブラックの下に連れ去られる。そして、エグリゴリ本部「カリヨンタワー」を巡る死闘が幕を開ける。
第五部「帰還編」
ニューヨークでの死闘を制し、カツミを奪還。ARMSの力も消滅し、穏やかな日常を取り戻した4人だったが、ユーゴーの死は彼らの胸を締め付ける。そんな折、来日したバイオレットの口から涼はエグリゴリの残党による不吉な噂を聞く。一方、悪夢にうなされるカツミ。同居をはじめた恵もそんなカツミを心配する。だが、カツミの中に宿ろうとしている新たなARMSは4人の日常から平穏を奪い去るのだった。動き出した「プログラム・バンダースナッチ」。始まりの地・鐙沢村でカツミを見つけた4人だったが、再び悪夢が彼らを襲う。そして、人類滅亡へのカウントダウンが始まり、涼と仲間たちの最後の戦いの火蓋が切られる。

## 組織
エグリゴリ
第二次世界大戦時には存在した巨大な軍産複合体を背景とする秘密結社。本部は米国内にあり、米軍の協力の下、自国内で発見された成果は勿論、大戦後は敗戦国となった大日本帝国とナチス・ドイツの技術や人材、人体実験のデータなどを回収。非人道的な数々の実験により、サイボーグ、BC兵器、クローン、エスパーといった軍事最先端技術の開発を行う。そのネットワークは各国政府にも張り巡らされており、米国政府を初めとする各国政府は彼らの陰の支配を受け続けている。
アメリカ大統領にとってもむやみにエグリゴリに触れるのはタブーで、かの第35代大統領はエグリゴリの存在を世間に公開しようとしたために暗殺されたことをほのめかすくだりがある。
1946年に発見された外宇宙から飛来したと考えられる珪素生命体・アザゼルの研究により、アザゼルを形成するナノマシンと人類を融合させた進化の頂点「ARMS」を産み出す「プロジェクト・ARMS」が開始された。
その名の由来は、エノク書にて禁断の知識と技術を人間に与えた堕天使エグリゴリから。
キースシリーズ
テキサス州ギャローズ・ベルにおいてミスカトニック大学の調査で発見された最初のアザゼル（アザゼル-α）との初の接触実験中にアザゼルに捕食され、唯一人の生存者となったキース・ホワイト博士の持つ遺伝情報によって産み出されたクローン・チャイルド。少なくとも87人以上の個体が造られたが、1979年7月5日に発生した「セロの叛乱」により最初のアドバンスト ARMS 適性者であるM-83（キース・ブラック）に選ばれた二人の幹部（キース・シルバー、キース・バイオレット）と幹部候補生（キース・レッドら）を除き全て抹殺された。彼らと「セロの叛乱」以前にサミュエル・ティリングハースト博士の裏切りにより廃棄処分を免れ、高槻夫妻に保護されて逃亡した「ブルーメン」のリーダー、キース・ブルー（エドワウ）の総称を指す。
父親の性格を引き継ぎ、尊大で冷酷な性格が共通しているが、生来は善良な心を持つ者が多い。また、同族嫌悪の感情を持つ父と異なり、兄姉に対する親愛の情を持ち合わせている。全員に共通するのは、自分自身を縛るプログラムから解放され、自由になりたいという希望を求めていることにある。
最高幹部会
エグリゴリの意志を握り、命令を下す執行部。戦後間もない頃の組織の発足当初は科学者、軍人、政治家、企業家などアメリカ政財界の大物達によって構成されていたが、前述の「セロの叛乱」以降は巨大な人工知能となったアザゼル-β（アリス）の立案した計画に沿って行動している。
チャペルの子供達
天才児育成計画。提唱者はサミュエル・ティリングハースト。脳細胞は胎児のときに母体内でのみ造られることから、妊婦に特殊な投薬を行うことで胎児の脳細胞を刺激増殖させ人工的に天才児を産み出すというもの。実験は極秘裏に行われ、胎児の両親の同意はない。1960年代にその計画は実行に移され、数多くの失敗を重ねた後、奇蹟の子供「アリス」が誕生する。
「チャペルの子供達」は生まれて数か月で言葉をしゃべり、数年で大学を卒業できるほどの頭脳を持つ。
当初は一般社会で暮らしていたが、ボーエン兄弟の起こした事件により、エグリゴリは子供達の回収を決定。彼らの親はエグリゴリの裏工作によって金銭的に追いつめられ、己の子供をエグリゴリに売り渡す。集められた子供達はエグリゴリのための研究に勤しむ事になる。
エグリゴリが廃棄を決定した実験部隊“猟犬（ハウンド）”部隊を手に入れ再強化したことと、アザゼル研究のため彼らが集められていたギャローズ・ベルに主人公達が立ち寄ったことにより、オスカー・ブレンテンをリーダーとしてエグリゴリに反旗を翻すことを決定。オリジナル ARMS を捕獲せんと“猟犬（ハウンド）”部隊をけしかけるが、反乱がエグリゴリに察知されていたことを知り、降伏、和解した。
X-ARMY（エグザミィ）
遺伝子改造や投薬により超能力や常識を越えた身体能力を付与された者、先天的にそのような能力を持つ人間を集めたエグリゴリの実験部隊。「レッドキャップス」完成後は用済みとばかり全員処分され、ユーゴーとキャロルの2人だけが生き残った。
レッドキャップス
クローニングとウイルスによる遺伝子書き換えにより X-ARMY から抽出した「不死身の体」「千里眼」「テレパシー」の能力を付与して作られたクローン少年の体に、年老いた傭兵の脳を移植することで実現された、百戦錬磨（を謳われた）の超人部隊。だが、藍空市におけるオリジナル ARMS の捕獲作戦「スナーク狩り」において数多くの致命的な欠陥を露呈し、最後はクローニングにより身体を作る際の過剰成長が生む急激な老化に対する制限が切れ、急激に老化し自滅。結局は使い捨てだった。
猟犬（ハウンド）部隊
エグリゴリによって試験的に作られた強化人間（ブーステッドマン）部隊。廃棄処分されるところをチャペルの子供達に見込まれて、さらなる再強化を施される。獣のごとき反射神経・運動神経と視聴嗅覚を持ち、オオカミやライオンなどの群れで狩りをする肉食獣のごとく統制の取れた連係プレイをする。ただしそれらの超感覚にともなうアドレナリンの過剰分泌で、一歩間違えば廃人になるリスクも負っている。
当初は主人の命によりオリジナル ARMS と戦うが、「チャペルの子供達」のリーダーであるオスカーを巴武士が救ったことにより降伏、和解する。「グランドキャニオンの虐殺」で大打撃を受けるが、ブルーメンと共に「プログラム・バンダースナッチ」を阻止するためエグリゴリの残党と戦う。
イプシロン・フォース
エグリゴリ直属のシークレット・フォース。米国内最大戦力と目されており、別名虐殺部隊（ジェノサイド・フォース）と呼ばれる。「プログラム・バンダースナッチ」発動後は、キース・ホワイト達に生贄として見殺しにされる。
高速機動隊
「高速戦闘サイボーグ」「高機動型サイボーグ」などとも表される。脳内に移植された加速装置によって人間の肉眼では全く捉えられない亜音速で移動・行動し、ARMS をも切り裂ける超振動ナイフを装備した戦闘サイボーグ。頭部全体を包むヘッドギアが特徴的である。イプシロン・フォースなどエグリゴリの部隊に所属。そのシンプルな強さのため、中盤以降最高の噛ませ犬としてしばしば登場する。
アサイラム
絶海の孤島にある収容所で、表向きは精神病患者や社会に適応できないとされた者達を集めた医療施設だが、実態はエグリゴリが在野の先天的に特殊能力を持つ者や、特殊な遺伝子を持つミュータントを集めて収容した研究施設である。彼らは、表の世界で何らかの問題を起こしたためか、強制的に拉致されて集められたと思われるが、集められた者達は、エグリゴリの研究の実験サンプルとなったり、エグリゴリの工作を請け負うエージェントとして働かされている。作中に登場した収容者は、コウ・カルナギ、ラヴィニア・ウェイトリー、ジェームズ・ホワンの3人。
ネクスト
「プログラム・ジャバウォック」において、ヒトが絶滅した後に地球を支配する予定のアンドロイド。従来のサイボーグと違い、どうしても血液の必要な「脳」が無く、その代わりにデジタル化した記憶を移植した高性能コンピュータを頭の中に搭載している。そのためバックアップがあれば同じ記憶のネクストをいくらでも作れる。あらゆる物体をARMSの再生能力ですらも追い付かないほどに粉砕可能な超振動発生装置と、高速移動を可能にする亜音速走行用脳内アクセラレーターを搭載している。移植されている記憶は、ドラッケンのヨハン・ホルストの元上官であるクラーク・ノイマンのものと、ネクストの産みの親であり自らもネクストと化しているドクター・グラハムの実の息子であるヒューイのものである。
モデュレイテッドARMS
「プログラム・バンダースナッチ」において、ヒトが絶滅した後に地球を支配する予定のモデュレイテッド ARMS 移植者。リーダーのホワン以外は精神的な面で脆さを持ち、戦場での戦闘経験が豊富であるとされていたが、油断と慢心を助長させる要因となっていた。成長した主人公達に対抗しきれず、散々に打ちのめされた後にホワンに捨て駒にされ、人として生きられない体のまま、戦いに敗れて死亡。
ブルーメン
エグリゴリに反逆し潰された組織の残党、実験や虐殺で故郷や身内を奪われた被害者、エグリゴリから寝返った人材を糾合し、キース・ブルーにより結成された反エグリゴリ組織。世界各地に支部があり、戦士、工作員、科学者、技術者などあらゆる分野において、エグリゴリに対抗しうる優秀な人材が集まった（FBIの中にもメンバーがいた）エキスパート集団でエグリゴリ内部にも情報提供者やスパイがいる。だが、組織の規模はエグリゴリに遠く及ばず、その末端を刺激しては一進一退を繰り返す苦しい状況が続いていた。
かつての本部は鐙沢村にあったが、密告により村民全員が殺害され、その後はエグリゴリが研究施設として接収。別の実験場となっている。
小隊名は「セルリアン」や「コバルト」など、青にまつわる名前になっている。
ドラッケン
ブルーメンの戦闘サイボーグ部隊。隊長はヨハン・ホルスト。エグリゴリからの離反部隊であり、以前から無敵部隊として恐れられていた。戦闘サイボーグとしては旧式であり、交換部品も戦死した仲間の体から補充するしかないという苦しい部隊だが、実力は本物。最新鋭の体を持つはずのイプシロン・フォースのサイボーグ部隊ですら一撃で葬り去るほどであった。

## 用語解説
ARMS
人間の能力をより高みへと昇らせるために（理由は多々あるが）生み出されたとされる、炭素生命体と珪素生命体のハイブリッド生命体。ナノマシン（厳密には金属生命体の細胞）の集合体であり、ナノマシンを統括する力を持ったARMSのコアを人間に移植、もしくは人間の体内でコアが生成されることで誕生する。
ARMSは人間を越えた能力を持ち、怪我の治癒速度の向上や、一度受けた攻撃に対する耐性ができる他、その人間が元から持っている能力も引き上げられる。また、ARMSのコア自体は心臓付近や頭部などに移植されるが、移植後にその人間の欠損部分を自らの細胞で補う性質があり、補われた部分は普段は人間の体と全く変わらないよう擬態しているが、戦闘時には使用者の意図に従い形を変える。戦闘形態時のその身体は炭素をベースとした地球上の生命体とは異なり、珪素をベースとした物質で構成されている。金属の特性を持ち、硬度があり電気を通すが、それ自体が分裂増殖、変形し、人間を超えた高い運動能力を持つ。ARMSの細胞で補われた部分が戦闘形態へ変形した状態を第一形態と呼ぶ。その状態では変形した部分以外はほとんど生身の状態であるが、ナノマシンが全身を侵食することで再生能力、身体能力共に向上していき、全身がARMS化して移植されたARMSに応じた独自の姿をとった状態を最終形態や完全体と呼び、より強大な力を使う。
ただし基本的に精密機械と同様であるため、電撃を受けると機能がしばらく麻痺してしまうという弱点もある。
ARMS同士が近くにいると、ARMSを移植された部分が振動する『共振』反応が起こる。共振はARMSによって違うが、熟達すれば自らの共振波を抑制することも出来る。
通常の人間がARMSを移植されても、そのほとんどは短時間で全身が侵食され乾いた泥のように身体が崩れ去ってしまう。ARMSに侵食を受けずに生き残れる遺伝子的な素質を持つ「適合者」は上記のような力を得ることが出来るが、その数は非常に少ない（アル曰く1000万人に1人）。
ARMSは触れた物体の組成を変える力を持ち、時に人類の知る物理法則を超えた力を発揮する。また、人間の“意思”や“願い”に呼応して力を生み、適合者である人間やARMS自身の意思の力により能力向上や新しい力を得るといった進化も行う。
なお、オリジナルARMSとアドバンスドARMSが『不思議の国のアリス』の登場キャラクターをモチーフにした形態を持っているのは、これらのARMSの「母」たるアリスがこの物語を心の拠り所にしていた影響である。無機質な施設に閉じ込められてあらゆる自由と人権を奪われていたアリスにとって、不思議の国で自由奔放に活躍する「アリス」は憧れの対象であり、自身の理想像であったのである。
また、「ARMS」というネーミングはエグリゴリと同じくエノク書から由来するものである。エノク書においてエグリゴリが人間に与えたとされる数多くの知識と技術の中で、代表的なものに「武具の技術」がある。そこから、エグリゴリによって作り出された人類を新たなステージに導くこの生命体を「ARMS」（武器）と名づけたのである。
オリジナルARMS
アザゼルがアリスを取り込んだ際に生まれた最初の4体のARMS。アリスの意思を濃く受け継いでおり、それぞれが四つに分かれたアリスの意思を象徴する固有の自我を持つ。故に制御が極めて困難で、必ずしも移植者の意思で最終形態になれるわけではなく制御するには移植者の強い意思が必要。ジャバウォックは通常形態時も含め突出した再生能力を持つが、ナイトとホワイトラビットは再生に時間を要する場面が多くジャバウォックと比較すると再生能力は低い模様。
なお、エグリゴリでは初期のキースシリーズ十数人に移植を試みたが、全身を侵食されて全員死亡している。
アドバンストARMS
自我を持つため人間の手には負えないARMSを人間の道具として制御するために、アザゼル（アリス）から純粋なコアを取り出し自我の代わりにAIを植えられた、オリジナルARMSのような意思を持たないARMS。エグリゴリが収集した異能力者の遺伝子や兵器を兵装として組み込まれている。
オリジナルとは違いコントロールが容易で、移植者の意思で自由に最終形態になることが可能。再生能力にも優れ、完全体にならずとも両腕を自在にARMS化したり、ARMSを発現せずともある程度能力を使用することも可能。
モデュレイテッドARMS
量産を前提に調整（モデュレイト）されたARMS達。移植者の闘争心を喰らって姿形や機能を形成する。姿形は「アリス」の作品に出てきたキャラクターがモデルとなっている（芋虫など）。量産を前提に作られているため形態は第一形態止まりであるが、完全体になる能力自体はこのARMSにも備わっている。ただし、一度完全体へ変化すると二度と元の人間の姿へは戻れなくなるため、普段はリミッターを設けてこの機能を抑制している。
アザゼル
ARMSの元となる群体のシリコン生命体。宇宙から飛来した地球外生命であり、見た目はただの隕石のようだが意志を持ち、人の「心」に関心を示す。そのため、今そこにある最も強く純粋な「想い」に惹かれ、姿と性質を変化させる。ギャローズベルの地下研究所では、怒りによって高鳴った高槻涼（ジャバウォック）の意志に惹かれ、ジャバウォック（完全体）へと変貌を遂げ、後に純粋な友愛の心に触れ、その無限とも言える命をかけて窮地を救う。複数存在し、作中では4つ確認されている。なおモデュレイテッド ARMS を除く全ての ARMS は、アリスを取り込んだカリヨンタワーの巨大アザゼルから生まれた。
名前の由来はエノク書に出てくるエグリゴリの首長「アザゼル」から。
ARMS殺し
ARMSのナノマシンを停止させるウイルスによって、ARMSの超再生能力を無効にするプログラム。ARMS殺しによって刻まれた傷は二度と癒すことができないため、ARMS同士の戦闘では絶大な効果がある。劇中ではジャバウォックの爪、ナイトのミストルテインの槍、ホワイトラビットが（アリスを伴ったことで手にした）全身から放つ発光能力などに備わっている。
ジャバウォックの爪
ジャバウォックの爪には「ARMS殺し」が宿っている他、時に精神シールドや空間の断裂など、様々な物を切り裂く力を発揮する。爪が本体から切り離された場合でも化石化しながら生きており、回収した巌や、ARMS能力を一時的に失った涼が爪を使用していた。
藍空市
東京都西部にある架空の都市で物語の出発点。4方を河川に囲まれた独特の地形を持つ。高槻涼と赤木カツミが生まれ育った街。新宮十三の道場もある。また兜光一は藍空署の刑事。ガウス・ゴール率いる「レッドキャップス」部隊の「スナーク狩り」作戦の舞台となり、「プロジェクト・バンダースナッチ」の最終目標地点ともなる。涼とカツミが通い、隼人、巴兄姉が転入した藍空東高校（藍空第二高校となっている箇所もある）やX-ARMYとの戦いの舞台となった藍空遊園地、ジャバウォックがVENOMにより敗北寸前に追い込まれた藍空スタジアムなどがある。
鐙沢村
架空の村。隼人、高槻巌の故郷。古くは忍者を輩出していた。エリア51から救出されたキース・ブルーが最初に「ブルーメン」の本拠地を置いた場所。ここでオリジナルARMS適性者を産み出すための人体実験が行われた。しかし、物語の10年前に“キース”の率いるエグリゴリの部隊に急襲され、隼人を除く村人全員が虐殺された。公式には山火事で村人全員が焼死し、廃村となったとされる。現在はエグリゴリの秘密実験施設がある。
ギャローズ・ベル
アリゾナ州にある架空の町。その名は、西部開拓時代に騎兵隊が捕らえたネイティヴ・アメリカンを絞首刑にし、その際に鳴らす鐘で彼らを威嚇したことに由来する。チャペルの子供達とその親が住む。この町を支配しているのは子供達であり、親達は「自分たちを売ったクズ」と蔑まれながら怠惰な日々を送っている。地下にはアザゼルと、主にそれを研究するためと思われる施設が存在。涼達と連絡を取る予定だったブルーメンの連絡員が絞首刑にされているのが兜光一によって発見されている。
グランドキャニオンの虐殺
エグリゴリに叛旗を翻した「チャペルの子供達」とハウンド部隊の残党、オリジナルARMSたちがギャローズ・ベルの地下鍾乳洞から脱出後、キース・グリーン率いるイプシロン部隊の襲撃により壊滅的な打撃を受けた事件。ジャバウォックが暴走し大地震を起こした後、ナイト、ホワイトラビットと交戦したが、クイーンオブハートの発動によりことなきを得た。
エリア51
ネバダ州にある米軍の極秘地下施設。エグリゴリによる非道な人体実験が繰り返されていた場所。キースシリーズ誕生の地である。
カリヨンタワー
ニューヨークに所在する、エグリゴリの総本部である超巨大高層ビル。サイバネティクス技術の権威デューイ・グラハムの人格を元にしたAIが全システムを管理しており、このビル自体が一つの非人間型サイボーグであり、デューイそのものと言ってもいい。中枢部は地下にあり、アリスを取り込んだ巨大アザゼルもそこに存在する。
アリスの叛乱
1960年代に発生した「チャペルの子供達」の一人、アリスによるエグリゴリへの叛乱。アリスが10歳を迎えた折、非人道的な人体実験により地下施設で死を待つだけだった実験体を解放するための脱走計画。アザゼル-βの協力により成功するかに思われたが、キース・ホワイト博士に察知され、実験体はすべて死亡。首謀者のアリスも重傷を負うが、その直後にアザゼル-βが暴走。アリスは捕食され、最初のARMSアリスが誕生する。事件の責任を問われ、サミュエル・ティリングハーストとキース・ホワイトがエグリゴリを追われる。
プログラム・ハンプティダンプティ（「セロの叛乱」）
1979年7月5日に発生したM-83（セロ）ことキース・ブラックとアザゼル-β（アリス）によるエグリゴリ中枢への叛乱。エグリゴリ初のアドバンストARMS適応者誕生を祝いパーティに集ったエグリゴリ最高幹部全員が死亡。同時に巨大人工知能となっていたアザゼル-βにより米国の核自動報復システムへのハッキングが発生。その後、各地の研究施設は彼らに制圧され、生き残ったサミュエル・ティリングハーストを初めとする研究者たちは服従を余儀なくされる。この日を境にして、事実上アザゼルによる人類支配が始まる。
ただ一つの誤算は殺害された幹部の一人、キース・ホワイト博士がARMS適性因子を持っていたことであり、彼の人格はキース・ブラックのARMSハンプティダンプティに吸収された。
プログラム・ジャバウォック
この固有名詞は劇中で二通りの意味があり、一つは高槻涼の右腕となっているARMSジャバウォックそのものを意味し、もう一つはARMSジャバウォックを使った人類抹殺計画を指す。ここでは後者について説明する。
アリスの「憎悪」がプログラムされたオリジナルARMSコア・ジャバウォックの保有者を憎しみの海に叩き込むことにより、ジャバウォックを暴走させ、さらにカリヨンタワーの巨大アザゼルと融合させることで巨大な破滅の力（反物質）を生み出させ、それにより地球環境を破壊しヒトを滅亡させる計画。ヒトの滅亡後は、人間が持つ醜い欲を持たないアンドロイドの「ネクスト」が支配する。アザゼル・アリスの立てた計画で、キース・ブラックは陣頭指揮を執ったに過ぎない。
プログラム・バンダースナッチ
黒いアリスが産みだしたバンダースナッチを、アザゼル-Ωと融合させる事によりその力を極大化させ、地球環境を激変させヒトを滅亡させる計画。ヒトの滅亡後は、「進化した人類」である ARMS 移植者が地球を支配する。「進化」に執着したキース・ホワイトによる計画である。

## 書誌情報

### 少年サンデーコミックス スペシャル
- 皆川亮二（作者）/七月鏡一（原案協力）『ARMS』小学館〈少年サンデーコミックス スペシャル〉、全22巻
  1. ISBN 4-09-124881-0
  2. ISBN 4-09-124882-9
  3. ISBN 4-09-124883-7
  4. ISBN 4-09-124884-5
  5. ISBN 4-09-124885-3
  6. ISBN 4-09-124886-1
  7. ISBN 4-09-124887-X
  8. ISBN 4-09-124888-8
  9. ISBN 4-09-124889-6
  10. ISBN 4-09-124890-X
  11. ISBN 4-09-124891-8
  12. ISBN 4-09-124892-6
  13. ISBN 4-09-124893-4
  14. ISBN 4-09-124894-2
  15. ISBN 4-09-124895-0
  16. ISBN 4-09-124896-9
  17. ISBN 4-09-124897-7
  18. ISBN 4-09-124898-5
  19. ISBN 4-09-124899-3
  20. ISBN 4-09-126750-5
  21. ISBN 4-09-126821-8
  22. ISBN 4-09-126822-6

### ワイド版
最終巻のジャバウォック対バンダースナッチ戦に加筆が行われている。
- 皆川亮二（作者）/七月鏡一（原案協力）『ARMS』小学館〈少年サンデーコミックスワイド版〉、全12巻
  1. ISBN 978-4-09-121116-3
  2. ISBN 978-4-09-121117-0
  3. ISBN 978-4-09-121118-7
  4. ISBN 978-4-09-121119-4
  5. ISBN 978-4-09-121120-0
  6. ISBN 978-4-09-121130-9
  7. ISBN 978-4-09-121143-9
  8. ISBN 978-4-09-121144-6
  9. ISBN 978-4-09-121145-3
  10. ISBN 978-4-09-121146-0
  11. ISBN 978-4-09-121147-7
  12. ISBN 978-4-09-121148-4

### コンビニコミック
- 皆川亮二（作者）/七月鏡一（原案協力）『ARMS』小学館〈My First WIDE〉、全8巻
  1. 第一部［覚醒編］ ISBN 978-4-09-162720-9
  2. 第二部［邂逅編］1 ISBN 978-4-09-162725-4
  3. 第二部［邂逅編］2 ISBN 978-4-09-162732-2
  4. 第三部［進化編］ ISBN 978-4-09-162740-7
  5. 第四部［アリス編］1 ISBN 978-4-09-162754-4
  6. 第四部［アリス編］2 ISBN 978-4-09-162761-2
  7. 第四部［アリス編］3 ISBN 978-4-09-162770-4
  8. 第五部［帰還編］ ISBN 978-4-09-162781-0

### 文庫版
- 皆川亮二（作者）/七月鏡一（原案協力）『ARMS』小学館〈小学館文庫〉、全15巻
  1. 2014年4月15日発売、ISBN 978-4-09-193215-0
  2. 2014年5月15日発売、ISBN 978-4-09-193216-7
  3. 2014年6月13日発売、ISBN 978-4-09-193217-4
  4. 2014年7月15日発売、ISBN 978-4-09-193218-1
  5. 2014年8月12日発売、ISBN 978-4-09-193219-8
  6. 2014年9月13日発売、ISBN 978-4-09-193220-4
  7. 2014年10月15日発売、ISBN 978-4-09-193222-8
  8. 2014年11月15日発売、ISBN 978-4-09-193223-5
  9. 2014年12月13日発売、ISBN 978-4-09-193224-2
  10. 2015年1月15日発売、ISBN 978-4-09-193225-9
  11. 2015年2月14日発売、ISBN 978-4-09-193226-6
  12. 2015年3月14日発売、ISBN 978-4-09-193227-3
  13. 2015年4月15日発売、ISBN 978-4-09-193228-0
  14. 2015年5月15日発売、ISBN 978-4-09-193229-7
  15. 2015年6月13日発売、ISBN 978-4-09-193230-3

## アニメ
タイトルは『PROJECT ARMS』。第27話より舞台をアメリカに移し、『PROJECT ARMS The 2nd Chapter』（プロジェクト アームズ ザ・セカンド・チャプター）としてセカンドシーズンが放送された。2007年10月まで続いたテレビ東京の小学館作品原作深夜アニメ枠作品の第1号である（テレビ東京系全6局及びBSジャパンでもネットされた）。
なお、DVDはオンエア時と異なるSPECIAL EDIT版がVOL.1からVol.7、ノートリミング・ワイドスクリーン版がVol.8からVol.14の全14巻が発売されている。

### スタッフ[3]
- 原作 - 皆川亮二（小学館「週刊少年サンデー」）
- 原作協力 - 七月鏡一
- 企画 - 植田文郎、岩田圭介(TX)
- エグゼクティブプロデューサー - 加藤俊三
- 監督 - 高谷浩利（前期） → 亀垣一（後期）
- シリーズ構成 - 吉永亜矢
- コンセプター - 宮下隼一
- キャラクターデザイン - 佐藤正樹
- デザインサポート - 中谷誠一
- 美術監督 - 東潤一
- 色彩設計 - 海鉾重信
- 美術設定 - 成田偉保
- 撮影監督 - 白尾仁志
- 編集 - 岡田輝満
- 音響監督 - 浦上靖夫
- 音楽 - 池田大介
- 音響効果 - 横山正和
- 文芸担当 - 飯沢洋子
- 制作担当 - 持丸政之 → （不在）
- アニメーションプロデューサー - 横山敏
- プロデューサー - 東不可止(TX)、吉岡昌仁(TMS)
- アニメーション制作 - 東京ムービー
- 製作 - テレビ東京、トムス・エンタテインメント

### 主題歌

#### オープニングテーマ
「Free Bird」
作詞 - 舩木基有 / 作曲 - 岩井勇一郎 / 編曲・歌 - New Cinema 蜥蜴
（1 - 13話）
「Breathe on me」
作詞 - 舩木基有 / 作曲 - 岩井勇一郎 / 編曲・歌 - New Cinema 蜥蜴
（14 - 26話）
「TIME WAITS FOR NO ONE」
作詞 - WAG、徳永暁人 / 作曲 - 徳永暁人 / 編曲・歌 - WAG
（27 - 52話）

#### エンディングテーマ
「Just wanna be」
作詞・歌 - WAG / 作曲・編曲 - 徳永暁人
（1 - 13話）
「call my name」
作詞 - AZUKI七 / 作曲 - 中村由利 / 編曲 - 古井弘人 / 歌 - GARNET CROW
（14 - 26話）
「Timeless Sleep」
作詞 - AZUKI七 / 作曲 - 中村由利 / 編曲 - 古井弘人 / 歌 - GARNET CROW
（27 - 40話）
「終わらない夢の中で」
作詞・作曲・歌 - PROJECT ARMS / 編曲 - project-B
（41 - 52話）

#### PROJECT ARMS（バンド）
「PROJETC ARMS」に参加した声優（神奈延年、三木眞一郎、うえだゆうじ、高山みなみ）による企画ユニットが組まれた。GIZA studioからシングルを一枚出している。
ディスコグラフィー
シングル
| 枚  | 発売日        | タイトル           | 規格品番  | 収録曲                     | 作詞         | 作曲         | 編曲      |
| --- | ------------- | ------------------ | --------- | -------------------------- | ------------ | ------------ | --------- |
| 1st | 2002年3月13日 | 終わらない夢の中で | GZCA-2034 | 終わらない夢の中で         | PROJECT ARMS | PROJECT ARMS | project-B |
| 1st | 2002年3月13日 | 終わらない夢の中で | GZCA-2034 | Friend's                   | PROJECT ARMS | PROJECT ARMS | project-B |
| 1st | 2002年3月13日 | 終わらない夢の中で | GZCA-2034 | 終わらない夢の中で (inst.) |              |              |           |

### 各話リスト
※（）内は通し話数。
| 話                           | 放送日        | サブタイトル               | 脚本         | 絵コンテ            | 演出             | 作画監督                |
| PROJECT ARMS                 | PROJECT ARMS  | PROJECT ARMS               | PROJECT ARMS | PROJECT ARMS        | PROJECT ARMS     | PROJECT ARMS            |
| ---------------------------- | ------------- | -------------------------- | ------------ | ------------------- | ---------------- | ----------------------- |
| 1                            | 2001年 4月7日 | 共振（バイブレーション）   | 吉永亜矢     | 高谷浩利            | 西本由紀夫       | 岩井優器                |
| 2                            | 4月14日       | 発動（トランス）           | 吉永亜矢     | 高谷浩利            | 元永慶太郎       | 清水貴子                |
| 3                            | 4月21日       | 悪夢（ナイトメア）         | 吉永亜矢     | 高谷浩利            | いとがしんたろー | 本橋秀之                |
| 4                            | 4月28日       | 迎撃（インターセプト）     | 吉永亜矢     | 山内重保            | 花井信也         | 日向正樹                |
| 5                            | 5月5日        | 反撃（カウンターアタック） | 吉永亜矢     | まつぞのひろし      | 岡崎ゆきお       | 江角涼子                |
| 6                            | 5月12日       | 瞬撃（フラッシュ）         | 吉永亜矢     | 後藤圭二            | 喜多幡徹         | をがわいちろを          |
| 7                            | 5月19日       | 共闘（トラスト）           | 宮下隼一     | 亀垣一              | いとがしんたろー | 清水貴子                |
| 8                            | 5月26日       | 異郷（ストレンジャー）     | 宮下隼一     | みくりや恭輔        | みくりや恭輔     | 大阪竹志                |
| 9                            | 6月2日        | 魔境（イリュージョン）     | 宮下隼一     | 桜美勝志            | 松園公           | 佐藤道雄                |
| 10                           | 6月9日        | 魔獣（ジャバウォック）     | 吉永亜矢     | 西本由紀夫          | 西本由紀夫       | 青木真理子              |
| 11                           | 6月16日       | 覚醒（エヴォリューション） | 吉永亜矢     | 高谷浩利            | 玉川達文         | 中谷誠一                |
| 12                           | 6月23日       | 鼓動（ビート）             | 宮下隼一     | 原博                | 花井信也         | 日向正樹                |
| 13                           | 6月30日       | 組織（ブルーメン）         | 宮下隼一     | 岡崎ゆきお          | 岡崎ゆきお       | 中島ちゅうじ            |
| 14                           | 7月7日        | 慈雨（ウエルカムレイン）   | 吉永亜矢     | 増井壮一            | いとがしんたろー | をがわいちろを          |
| 15                           | 7月14日       | 魔宴（ショータイム）       | 宮下隼一     | 今掛勇              | 下司泰弘         | 石川晋吾                |
| 16                           | 7月21日       | 魔王（セイタン）           | 宮下隼一     | みくりや恭輔        | みくりや恭輔     | 大阪竹志                |
| 17                           | 7月28日       | 降臨（ヘブン）             | 吉永亜矢     | 亀垣一              | 亀垣一           | 清水貴子                |
| 18                           | 8月4日        | 業火（ゲヘナ）             | 吉永亜矢     | 原博                | 花井信也         | 日向正樹                |
| 19                           | 8月11日       | 狩場（スナークハント）     | 宮下隼一     | 岡崎ゆきお          | 岡崎ゆきお       | 江角涼子                |
| 20                           | 8月18日       | 危機（クライシス）         | 宮下隼一     | 亀垣一              | いとがしんたろー | 岩井優器                |
| 21                           | 8月25日       | 希望（ウィッシュ）         | 吉永亜矢     | みくりや恭輔        | みくりや恭輔     | 大阪竹志                |
| 22                           | 9月1日        | 騎士（ナイト）             | 吉永亜矢     | 高谷浩利            | 久保山えい一     | をがわいちろを          |
| 23                           | 9月8日        | 白兎（ホワイトラビット）   | 吉永亜矢     | 原博                | 花井信也         | 日向正樹                |
| 24                           | 9月15日       | 猛毒（ヴェノム）           | 宮下隼一     | 西本由紀夫          | 西本由紀夫       | 岩井優器                |
| 25                           | 9月22日       | 審判（ジャッジメント）     | 吉永亜矢     | 玉川達文            | 玉川達文         | 玉川達文                |
| 26                           | 9月29日       | 邂逅（フライ）             | 吉永亜矢     | 高谷浩利            | 松園公           | 清水貴子                |
| PROJECT ARMS The 2nd Chapter |               |                            |              |                     |                  |                         |
| 1（27）                      | 10月6日       | 遠来（アライヴ）           | 吉永亜矢     | 亀垣一              | 亀垣一           | 谷口守泰                |
| 2（28）                      | 10月13日      | 猟犬（ハウンド）           | 宮下隼一     | 山内重保            | いとがしんたろー | をがわいちろを          |
| 3（29）                      | 10月20日      | 闘士（ハンター）           | 吉永亜矢     | 細田雅弘            | 池田重隆         | 日向正樹                |
| 4（30）                      | 10月27日      | 信頼（リンク）             | 吉永亜矢     | みくりや恭輔        | みくりや恭輔     | 大阪竹志                |
| 5（31）                      | 11月3日       | 来襲（ハーキュリー）       | 宮下隼一     | 松園ひろし 西村純二 | 久保山えい一     | 清水貴子 谷口守泰       |
| 6（32）                      | 11月10日      | 孵化（インキュベーション） | 宮下隼一     | 山内重保            | いとがしんたろー | 岩井優器                |
| 7（33）                      | 11月17日      | 火神（マーズ）             | 大河内一楼   | 西村純二            | 岡尾貴洋         | 宮繁之                  |
| 8（34）                      | 11月24日      | 鳥篭（カナリア）           | 大河内一楼   | 原博                | 池田重隆         | 日向正樹                |
| 9（35）                      | 12月1日       | 静寂（サイレント）         | 吉永亜矢     | 亀垣一              | いとがしんたろー | をがわいちろを 谷口守泰 |
| 10（36）                     | 12月8日       | 奔流（ストリーム）         | 宮下隼一     | 松園公              | いとがしんたろー | 岩井優器                |
| 11（37）                     | 12月15日      | 前進（フォワード）         | 吉永亜矢     | 細田雅弘            | みくりや恭輔     | 桜井木ノ実              |
| 12（38）                     | 12月22日      | 昏睡（コーマ）             | 吉永亜矢     | 西村純二            | フモトアイ       | 中屋了                  |
| 13（39）                     | 12月29日      | 火水（エレメント）         | 宮下隼一     | 原博                | 池田重隆         | 日向正樹                |
| 14（40）                     | 2002年 1月5日 | 復活（リバース）           | 吉永亜矢     | 亀垣一              | 亀垣一           | 本橋秀之                |
| 15（41）                     | 1月12日       | 離反（ドラッケン）         | 宮下隼一     | 松園公              | 久保山えい一     | をがわいちろを 谷口守泰 |
| 16（42）                     | 1月19日       | 誕生（アリス）             | 吉永亜矢     | 松園公              | みくりや恭輔     | 桜井木ノ実              |
| 17（43）                     | 1月26日       | 転回（ターン）             | 吉永亜矢     | 山内重保            | いとがしんたろー | をがわいちろを          |
| 18（44）                     | 2月2日        | 幻境（アルカディア）       | 吉永亜矢     | 原博                | 池田重隆         | 日向正樹                |
| 19（45）                     | 2月9日        | 戦場（キリングフィールド） | 吉永亜矢     | 松園公              | 久保山えい一     | 本橋秀之                |
| 20（46）                     | 2月16日       | 要塞（フォートレス）       | 宮下隼一     | 山内重保            | いとがしんたろー | をがわいちろを 谷口守泰 |
| 21（47）                     | 2月23日       | 交錯（ジャンクション）     | 玉井☆豪      | 松園公              | みくりや恭輔     | 桜井木ノ実              |
| 22（48）                     | 3月2日        | 人間（ヒューマン）         | 玉井☆豪      | 松園公              | 久保山えい一     | 石川晋吾                |
| 23（49）                     | 3月9日        | 黙示（リベレイション）     | 吉永亜矢     | 原博                | 池田重隆         | 日向正樹                |
| 24（50）                     | 3月16日       | 世界（アニムス）           | 宮下隼一     | 亀垣一              | いとがしんたろー | をがわいちろを 谷口守泰 |
| 25（51）                     | 3月23日       | 青空（ブルーウィッシュ）   | 吉永亜矢     | 亀垣一              | 久保山えい一     | 清水貴子 高谷浩利       |
| 26（52）                     | 3月30日       | 帰還（ライフ）             | 吉永亜矢     | 亀垣一              | 亀垣一           | をがわいちろを          |

### 放送局
| 放送局         | 放送期間                     | 放送時間           | 備考                             |
| -------------- | ---------------------------- | ------------------ | -------------------------------- |
| テレビ東京     | 2001年4月7日 - 2002年3月30日 | 土曜 24:50 - 25:20 | 製作局                           |
| テレビ大阪     | 2001年4月7日 - 2002年3月30日 | 土曜 25:25 - 25:55 |                                  |
| TVQ九州放送    | 2001年4月9日 - 2002年4月1日  | 月曜 25:40 - 26:10 | 第24話 - 第26話は1週遅れで放送。 |
| テレビ愛知     | 2001年4月11日 - 2002年4月3日 | 水曜 25:55 - 26:25 |                                  |
| テレビ北海道   | 2001年4月11日 - 2002年4月3日 | 水曜 26:25 - 26:55 |                                  |
| テレビせとうち | 2001年7月3日 - 2002年4月2日  | 火曜 25:35 - 26:05 | 第1話 - 第13話は未放送。         |

この他、2007年にはTOKYO MXで再放送された。
| テレビ東京 土曜24:50枠                      | テレビ東京 土曜24:50枠                                                                                         | テレビ東京 土曜24:50枠                          |
| 前番組                                      | 番組名 | 次番組                                          |
| ------------------------------------------- | --- | ----------------------------------------------- |
| ソングラ （2000年10月14日 - 2001年3月31日） | PROJECT ARMS （2001年4月7日 - 2001年9月29日） ↓ PROJECT ARMS The 2nd Chapter （2001年10月6日 - 2002年3月30日） | 天使な小生意気 （2002年4月6日 - 2003年3月29日） |

## ゲーム
『PROJECT ARMS』
2002年3月28日にバンダイより発売されたPlayStation 2用ソフト。3Dアクションゲーム。
『PROJECT ARMS』
2012年11月30日からenishと小学館集英社プロダクションによりGREEで提供された。ソーシャルゲーム。

## パチンコ・パチスロ
2013年08月にニューギンより「パチスロ PROJECT ARMS」が、2013年12月に藤商事から「CR PROJECT ARMS」
が発売された。パチスロ版はアニメオリジナル声優がほぼ全員担当しているが、パチンコ版はパチンコオリジナルキャストとなっている。